# أل والاس
أل والاس (بالإنجليزية: Al Wallace)‏ هو لاعب كرة قدم أمريكية أمريكي، ولد في 25 مارس 1974 في دلراي بيتش في الولايات المتحدة.

## وصلات خارجية
- أل والاس على موقع مرجع كرة القدم المحترفة.كوم (الإنجليزية)